# Cebrek (Kembang Tanjong)
Cebrek is een bestuurslaag in het regentschap Pidie van de provincie Atjeh, Indonesië. Cebrek telt 648 inwoners (volkstelling 2010).